# Казєнін Владислав Ігорович
Владисла́в І́горович Казе́нін (рос. Владислав Игоревич Казенин; нар. 21 травня 1937, Кіров, Російська РФСР — пом. 17 лютого 2014, Москва, Росія) — російський композитор. Голова Спілки композиторів Росії (з 1990). Народний артист Росії (1996).
Автор музичних комедій, вокальних циклів, музики до спектаклів і кінофільмів, зокрема до української кінокартини «Про Вітю, про Машу і морську піхоту» (1973).